# Kalša
Kalša (Hongaars: Kalsa) is een Slowaakse gemeente in de regio Košice, en maakt deel uit van het district Košice-okolie.
Kalša telt 707 inwoners.